# Marc Pugh
Marc Anthony Pugh (Bacup, 2 april 1987) is een Engels voormalig voetballer die doorgaans speelde als middenvelder. Tussen 2004 en 2021 was hij actief voor Burnley, Kidderminster Harriers, Bury, Shrewsbury Town, Luton Town, Hereford United, Bournemouth, Hull City, Queens Park Rangers en opnieuw Shrewsbury Town.

## Spelerscarrière
Pugh speelde al op jonge leeftijd in de jeugdopleiding van Burnley. Hoewel hij als jeugdspeler vaak scoorde en ook al bij het eerste elftal op de bank mocht zitten, werd hij in november 2005 verhuurd aan Kidderminster Harriers, waarmee hij in de Conference National ging spelen. Nadat de middenvelder een blessure aan zijn lies had opgelopen, keerde hij al op 13 december terug naar Burnley. Op 7 januari werd hij opnieuw verhuurd aan Kidderminster. Drie weken later werd hij weer teruggeroepen, zodat hij zich 'kon focussen op zijn toekomst hier', zo verklaarde Burnley. In maart 2006 hoorde Pugh dat hij een van de zes jeugdspelers was die mochten vertrekken, omdat Chris McCann en Kyle Lafferty al een nieuwe verbintenis gekregen hadden.
Na zijn vertrek bij Burnley zocht Pugh een nieuwe club. Hij was drie weken op proef bij Bury en hij overtuigde genoeg voor een contract, dat hij ondertekende op 23 maart. Dat seizoen kwam hij tot zes optredens in de League Two en hij liet genoeg zien om een eenjarige verbintenis te krijgen bij de club. In zijn eerste volledige seizoen bij Bury kwam Pugh tot meer dan dertig optredens en manager Chris Casper wilde de middenvelder graag langer bij de club houden. Hierdoor kreeg Pugh een aanbieding om zijn contract te verlengen. Dit wees hij echter af, 'om zijn opties open te houden'. Casper liet hierover zijn ongenoegen blijken en gaf de zaakwaarnemer van Pugh de schuld. Later verklaarde de speler dat geld niet zijn drijfveer was om niet bij te tekenen.
Veel clubs waren hierop geïnteresseerd in zijn diensten. Pugh besloot te tekenen voor competitiegenoot Shrewsbury Town. Manager Gary Peters vertelde later dat hij de middenvelder al eerder het seizoen ervoor had willen aantrekken. In zijn eerste seizoen kwam hij tot zevenendertig optredens in de competitie en daarin wist hij viermaal doel te treffen. Het seizoen erop kwam Pugh weinig aan spelen toe en op 12 september 2008 werd hij voor een maand verhuurd aan Luton Town. Na vier duels keerde hij weer terug naar Shrewsbury. Op 26 maart 2009 werd hij opnieuw verhuurd; dit keer nam Hereford United hem over. Op 26 juni 2009 ontbond Shrewsbury Town zijn contract dat nog voor één seizoen liep.
Vier dagen nadat zijn contract bij Shrewsbury was ontbonden, vond Pugh in Hereford United een nieuwe werkgever. Bij de club waar hij al aan verhuurd was geweest, tekende hij een eenjarige verbintenis. Hij maakte dertien doelpunten in veertig wedstrijden en daarmee was hij clubtopscorer. In de zomer van 2010 besloot hij Hereford achter zich te laten en hij accepteerde een nieuwe contractaanbieding niet. Hierop tekende hij op 4 juni 2010 voor drie jaar bij Bournemouth. Dit contract werd eind 2012 verlengd tot medio 2016. Op 25 oktober 2014 maakte hij zijn eerste hattrick, toen met 0–8 werd gewonnen op bezoek bij Birmingham City. Op 27 april 2015 bereikte Pugh zijn tweede promotie met Bournemouth. Na een 3–0 overwinning op Bolton Wanderers (waarbij Pugh het eerste doelpunt maakte) was promotie nog niet officieel zeker, maar tenzij nummer drie Middlesbrough negentien doelpunten verschil in zou halen, promoveert Bournemouth voor het eerst in de clubgeschiedenis naar de Premier League. Op 2 mei won Bournemouth met 0–3 van Charlton Athletic, waarmee de titel in het Championship werd gepakt. In de Premier League speelde Pugh achtereenvolgens eenentwintig en twintig competitiewedstrijden. In de eerste helft van het seizoen 2018/19 kwam de middenvelder niet in actie, waarop hij voor een halfjaar op huurbasis gestald werd bij Hull City. Medio 2019 liep zijn contract af, waarna hij verkaste naar Queens Park Rangers. Na het verstrijken van zijn eenjarige contract zat Pugh een kleine vier maanden zonder club, voor Shrewsbury Town hem liet terugkeren. Hier besloot hij in januari 2021 op drieëndertigjarige leeftijd een punt te zetten achter zijn actieve loopbaan.

## Clubstatistieken
| Seizoen | Club                     | Competitie          | Competitie | Competitie | Beker | Beker | Internationaal | Internationaal | Totaal | Totaal |
| Seizoen | Club                     | Competitie          | Wed.       | Dlp.       | Wed.  | Dlp.  | Wed.           | Dlp.           | Wed.   | Dlp.   |
| ------- | ------------------------ | ------------------- | ---------- | ---------- | ----- | ----- | -------------- | -------------- | ------ | ------ |
| 2005/06 | Burnley                  | Championship        | 0          | 0          | 0     | 0     | —              | —              | 0      | 0      |
| 2005/06 | → Kidderminster Harriers | Conference National | 7          | 1          | 3     | 0     | —              | —              | 10     | 1      |
| 2005/06 | Bury                     | League Two          | 6          | 1          | 0     | 0     | —              | —              | 6      | 1      |
| 2006/07 | Bury                     | League Two          | 35         | 3          | 1     | 0     | —              | —              | 36     | 3      |
| 2007/08 | Shrewsbury Town          | League Two          | 37         | 4          | 1     | 0     | —              | —              | 38     | 4      |
| 2008/09 | Shrewsbury Town          | League Two          | 7          | 0          | 1     | 0     | —              | —              | 8      | 0      |
| 2008/09 | → Luton Town             | League Two          | 4          | 0          | 0     | 0     | —              | —              | 4      | 0      |
| 2008/09 | → Hereford United        | League One          | 9          | 1          | 0     | 0     | —              | —              | 9      | 1      |
| 2009/10 | Hereford United          | League Two          | 40         | 13         | 6     | 0     | —              | —              | 46     | 13     |
| 2010/11 | Bournemouth              | League One          | 43         | 12         | 4     | 1     | —              | —              | 47     | 13     |
| 2011/12 | Bournemouth              | League One          | 42         | 8          | 7     | 4     | —              | —              | 49     | 12     |
| 2012/13 | Bournemouth              | League One          | 40         | 6          | 6     | 2     | —              | —              | 46     | 8      |
| 2013/14 | Bournemouth              | Championship        | 42         | 5          | 3     | 0     | —              | —              | 45     | 5      |
| 2014/15 | Bournemouth              | Championship        | 42         | 9          | 2     | 0     | —              | —              | 44     | 9      |
| 2015/16 | Bournemouth              | Premier League      | 26         | 3          | 4     | 2     | —              | —              | 30     | 5      |
| 2016/17 | Bournemouth              | Premier League      | 21         | 2          | 2     | 0     | —              | —              | 23     | 2      |
| 2017/18 | Bournemouth              | Premier League      | 20         | 0          | 5     | 1     | —              | —              | 25     | 1      |
| 2018/19 | Bournemouth              | Premier League      | 0          | 0          | 3     | 1     | —              | —              | 3      | 1      |
| 2018/19 | → Hull City              | Championship        | 14         | 3          | 0     | 0     | —              | —              | 14     | 3      |
| 2019/20 | Queens Park Rangers      | Championship        | 27         | 2          | 4     | 0     | —              | —              | 31     | 2      |
| 2020/21 | Shrewsbury Town          | League One          | 8          | 1          | 2     | 0     | —              | —              | 10     | 1      |
| Totaal  | Totaal                   | Totaal              | 470        | 74         | 59    | 12    | 0              | 0              | 529    | 86     |

## Erelijst
| Championship | 1 | 2014/15 |